# Rotolo disteso

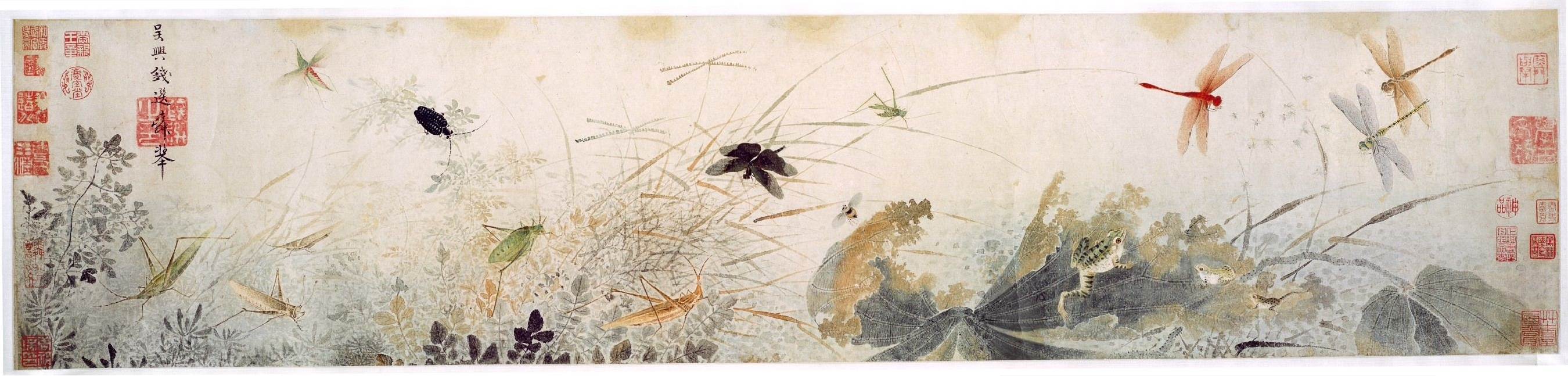
Sezione di un rotolo disteso con l'opera d'arte, Inizio dell'autunno del pittore lealista Song Qian Xuan.

Il rotolo disteso o rotolo orizzontale (手捲S, shǒujuǎnP) è un rotolo lungo e stretto usato per mostrare una serie di scene nella pittura e nella calligrafia cinese, giapponese  (巻物?, makimono) o coreana. Il rotolo disteso presenta un'opera d'arte in forma orizzontale e può essere eccezionalmente lungo, misurando di solito fino ad alcuni metri in lunghezza e intorno a 25–40 cm in altezza. I rotoli distesi si guardano generalmente iniziando dal lato destro. Questo tipo di rotolo è destinato ad essere guardato in piano su un tavolo ammirandolo sezione per sezione durante lo srotolamento come se si viaggiasse attraverso un paesaggio. In questo modo, questo formato consente la descrizione di una narrazione o di un viaggio continui.

## Storia
Il rotolo disteso si originò dai documenti degli antichi testi cinesi. Dal periodo delle primavere e degli autunni (770-481 a.C.) attraverso la dinastia Han (206 a.C. - 220 d.C.), strisce di bambù e di legno venivano legate e usate per scriverci sopra testi. Durante il periodo degli Han orientali (25-220), l'uso della carta e della seta come rotoli distesi divenne più comune. Il rotolo disteso fu l'unico dei principali formati per i testi fino alla dinastia Tang (618-907). A partire dai Tre regni (220–280), il rotolo disteso divenne una forma standard per montare le opere d'arte. Nuovi stili furono sviluppati nel corso del tempo.

## Descrizione
Un rotolo disteso ha un supporto di seta (包首) protettiva e decorativa con una piccola etichetta per il titolo (題籤) su di esso. La parte anteriore di un rotolo di solito consiste in un frontespizio (引首) sul lato destro, l'opera d'arte (畫心) stessa al centro e un pannello verticale (拖尾) sul lato sinistro per varie iscrizioni. Il lato destro del rotolo, dove era collocato il frontespizio, è noto come il "cielo" (天頭). Strisce verticali (隔水) si usano per separare le divers sezioni. La maggior parte dei rotoli distesi mostrano un solo dipinto, sebbene sul rotolo possano essere montati anche parecchi dipinti corti. Sul'estremità destra del rotolo vi è un'asta di legno (天杆), che serve da supporto al rotolo. Una cordicella di seta (帶子) e un fermaglio (別子) sono attaccati all'asta e usati per bloccare un rotolo arrotolato. Un rullo di legno (木杆) è attaccato all'estremità sinistra e forma un asse per aiutare a srotolare il rotolo.